# Agoura Hills
Agoura Hills ist eine Stadt im US-Bundesstaat Kalifornien. Das U.S. Census Bureau hat bei der Volkszählung 2020 eine Einwohnerzahl von 20.299 ermittelt. Das Stadtgebiet erstreckt sich auf einer Fläche von 21,2 km². Die Stadt liegt im Südwesten des Los Angeles County, rund 48 Kilometer nordwestlich vom Stadtzentrum von Los Angeles.

## Demographie
Nach dem Stand der Volkszählung 2010 lebten 20.330 Menschen in Agoura Hills. Damit hatte sich die städtische Bevölkerung binnen einer Dekade um rund 200 verringert. Im Jahr 2000 waren 20.537 Personen in der Stadt registriert (Stand Zensus 2000). Die große Mehrheit der Bewohner besteht aus Weißen, nämlich etwas mehr als 78 Prozent. Damit liegt der Anteil der Weißen über dem Durchschnitt im Bundesstaat Kalifornien. Der Anteil der Latinos liegt bei nur rund neun Prozent, während Asiaten und Afroamerikaner Minderheiten sind.
Die Anzahl der Haushalte betrug nach der 2010 erhobenen Volkszählung 7327. Die Geschlechter sind nahezu gleich verteilt, auf 100 Frauen kamen 97,2 Männer. Das Medianalter der Bewohner beträgt 42,4 Jahre und ist damit etwas höher als in den meisten anderen Städten Kaliforniens.

## Wirtschaft
Wirtschaftlich ist der Dienstleistungssektor stark vertreten. Größter Arbeitgeber in der Stadt ist die Bank of America, gefolgt vom Las Virgenes Unified School District und Teradyne.

## Persönlichkeiten

### Söhne und Töchter der Stadt
- Douglas Sean Robb (* 1975), Sänger der Rockband Hoobastank
- Brad Delson (* 1977), Gitarrist der Band Linkin Park
- Mike Shinoda (* 1977), MC der Band Linkin Park
- Justin Berfield (* 1986), Schauspieler
- Tara Davis (* 1999), Weitspringerin

### Persönlichkeiten mit Bezug zur Stadt
- Harry Nilsson (1941–1994), Singer-Songwriter, Pianist und Gitarrist

### Musikbands
- Hoobastank (gegründet 1994), Rockband
- Linkin Park  (gegründet 1996 als Xero), Rockband